# Stadtplan Hannover

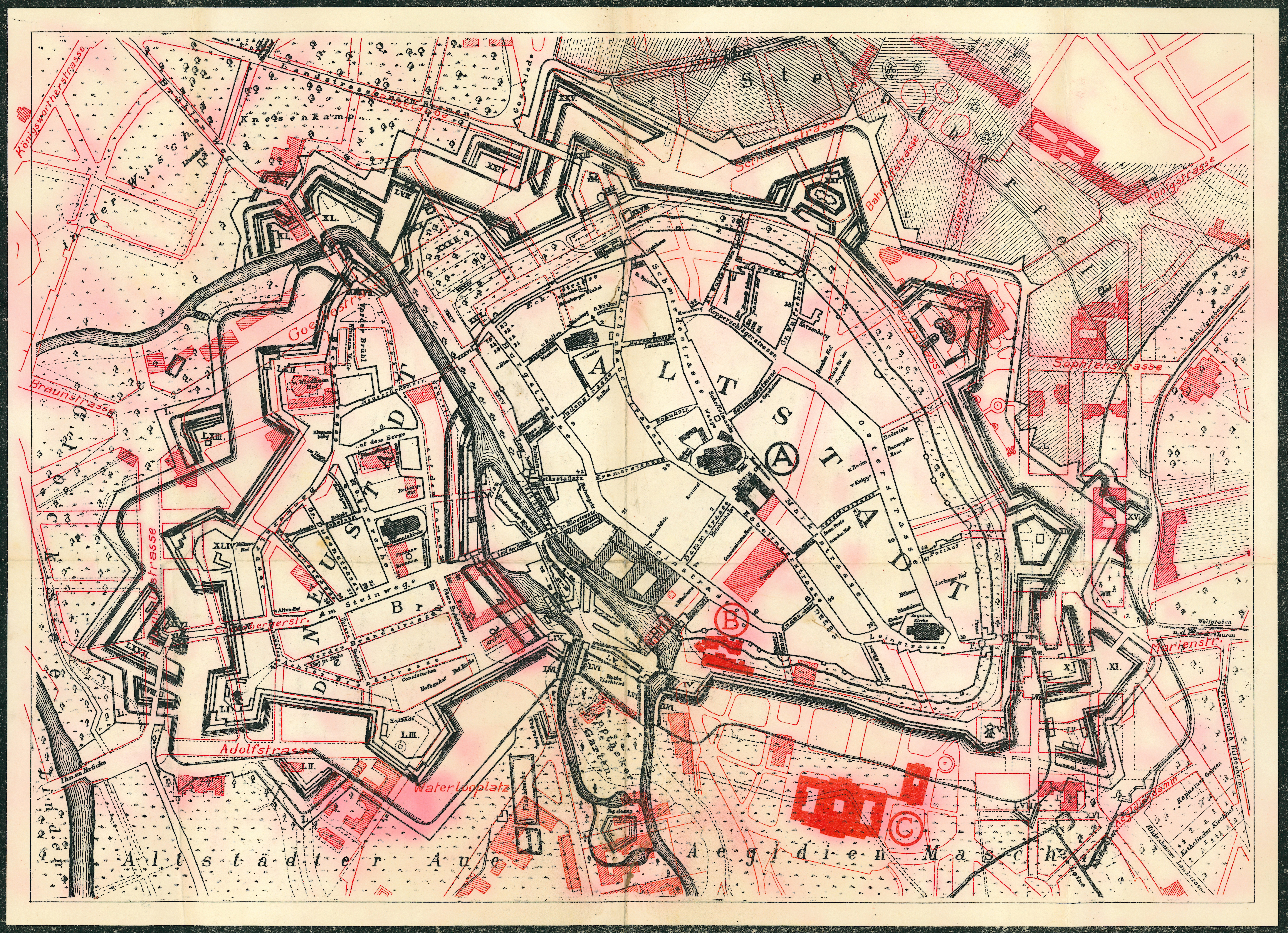
„Umgebung der Altstadt Hannover“, reduzierter Stadtplan (Ausschnitt) unter anderem mit den Straßenführungen und bedeutenden Gebäuden Hannovers ab dem Jahr 1300 bis nach 1900;
unvollendeter Zweifarben-Druck, vermutlich durch Karl Friedrich Leonhardt

Der erste Stadtplan von Hannover entstand Anfang des 18. Jahrhunderts, während es zuvor nur Stadtansichten gab.
Die ältesten zeitgenössischen Stadtpläne von Hannover zeigen den ellipsenförmigen, auch als „mandelförmig“ bezeichneten Grundriss der Altstadt, der dem Flusslauf der Leine von Südosten nach Nordwesten folgt. Die vier alten Straßenzüge dieses Grundrisses, der „eine Abwandlung des Leiter- bzw. Parallelstraßensystems stauferzeitlicher Städte“ darstellt und „der bis heute zum größten Teil erhalten geblieben“ ist, sind: Lein- und Burgstraße, Köbelinger- und Knochenhauerstraße, Markt- und Schmiedestraße sowie die Osterstraße. In der Regel ist in den frühen hannoverschen Stadtplänen auch die im 17. Jahrhundert in die Stadtbefestigung Hannovers eingebundene, bis 1824 selbständige Calenberger Neustadt eingeschlossen.
Seit 2017 stellt die Landeshauptstadt Hannover im Rahmen von Open Data eigene Geodaten „zur nahezu unbeschränkten Nutzung“ unentgeltlich unter einer freien Lizenz zur Verfügung, darunter digitale Stadtkarten, Orthofotos, dreidimensionale Stadt- und Geländemodelle, Karten zu verschiedenen Themen und ihre statistische Gliederung sowie Vermessungsdaten.

## Publikationen

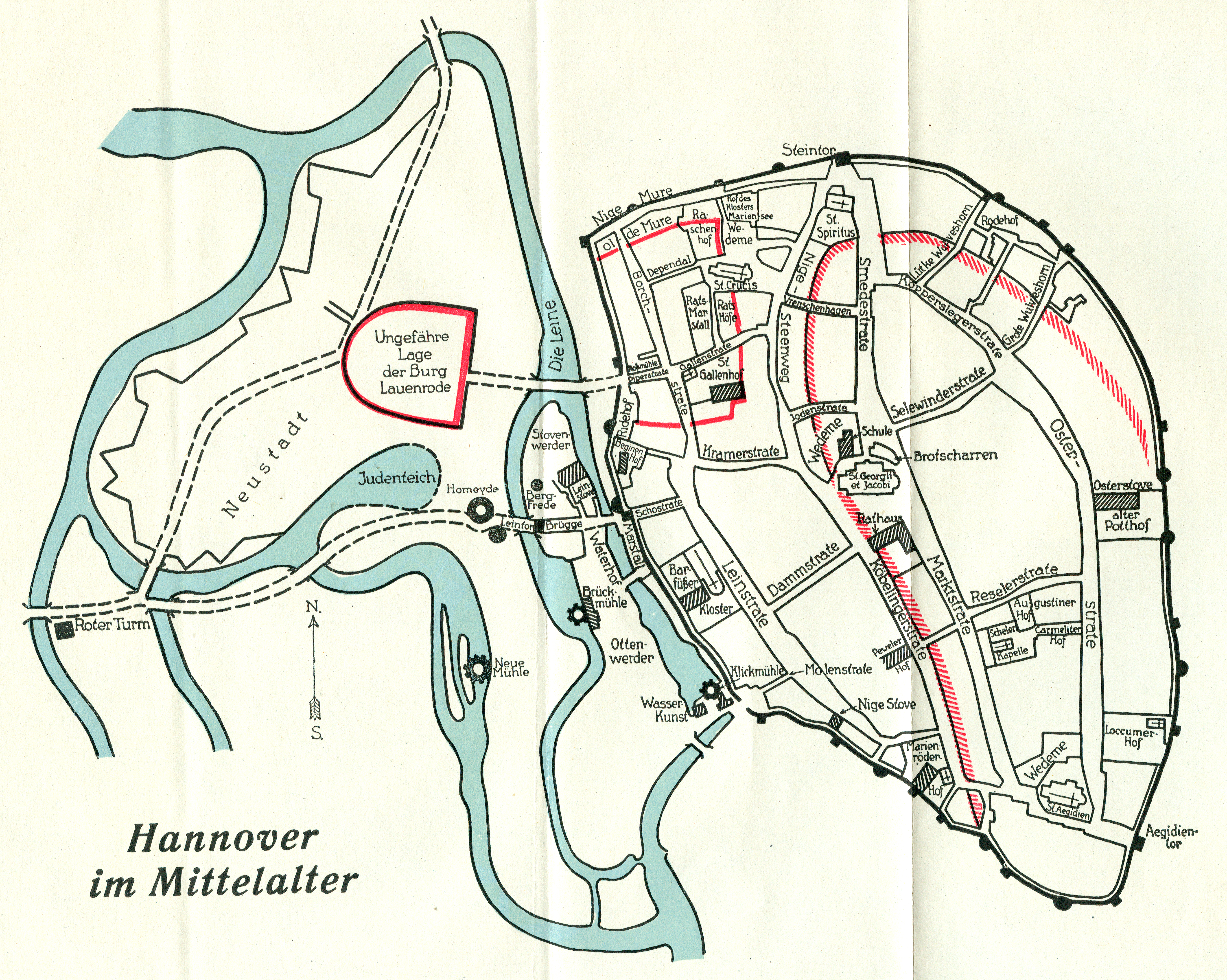
Stadtplan Hannover als Skizze „Hannover im Mittelalter“;
1924 von Karl Friedrich Leonhardt in seinem Artikel „Straßen und Häuser im alten Hannover“ in den Hannoverschen Geschichtsblättern

### 17. bis 18. Jahrhundert
- Für das Jahr 1700 erschien erst 1926 im Heimatatlas von A. Asche ein nach T. C. Lotter nachträglich konstruierter Stadtplan.[5]
- Celle 1714 ist ein Stadtplan datiert, der die Bebauungsinseln und die öffentlichen Gebäude aufzeigt.
- 1728: Ein Situations-Plan von Hannover und Umgebungen..., auch Stadtkarte von 1728[6] genannt, zeigt insbesondere die Flächennutzungen rund um Hannover mit der Eilenriede
- 1736: Das ehemals durchgehende „Dreieck“ des Alten St.-Nikolai-Friedhofs ist auf einer kolorierten Karte von E. Braun noch zu sehen;[7]:9
- 1740: In Bürgermeister Christian Ulrich Grupens Buch Origines Et Antiqvitates Hanoverenses... erschienen zahlreiche Stiche, die zum Teil von J. G. Schmidt, Br(unsviga) nach E. E. Braun gestochen und später von der Herzog August Bibliothek Wolfenbüttel digitalisiert wurden. Neben einer Ansicht der Gegend vor dem Steintor mit dem Nikolai-Friedhof (S. 00070a des Digitalisats) finden sich dort:[8]
  - ein Plan rund um die Marktkirche mit der örtlichen Darstellung der in Grupens Buch beschriebenen Ausgrabungen (S. 00012a);
  - TRACTUS HONOVERENSIS URNARUM SEPULCHRALIUM A. 1717 AD HERRENHUSAM EFOSSARUM.; ein Plan, der die Gegend nordwestlich vor Hannover im Jahre 1717 zeigt (S. 00016a); über Schloss Montbrillant bis nach Herrenhausen, Limmer, Ahlem und Linden;
  - FACIES ANTIQUA NOVAE CIVITATIS HONOVERANAE (Seite 00256a), eine rekonstruierter Plan der Gegend rund um die spätere Calenberger Neustadt;
  - HONOVERA ANTIQUA, ein rekonstruierter Plan der Altstadt von Hannover (Seite 00278a).

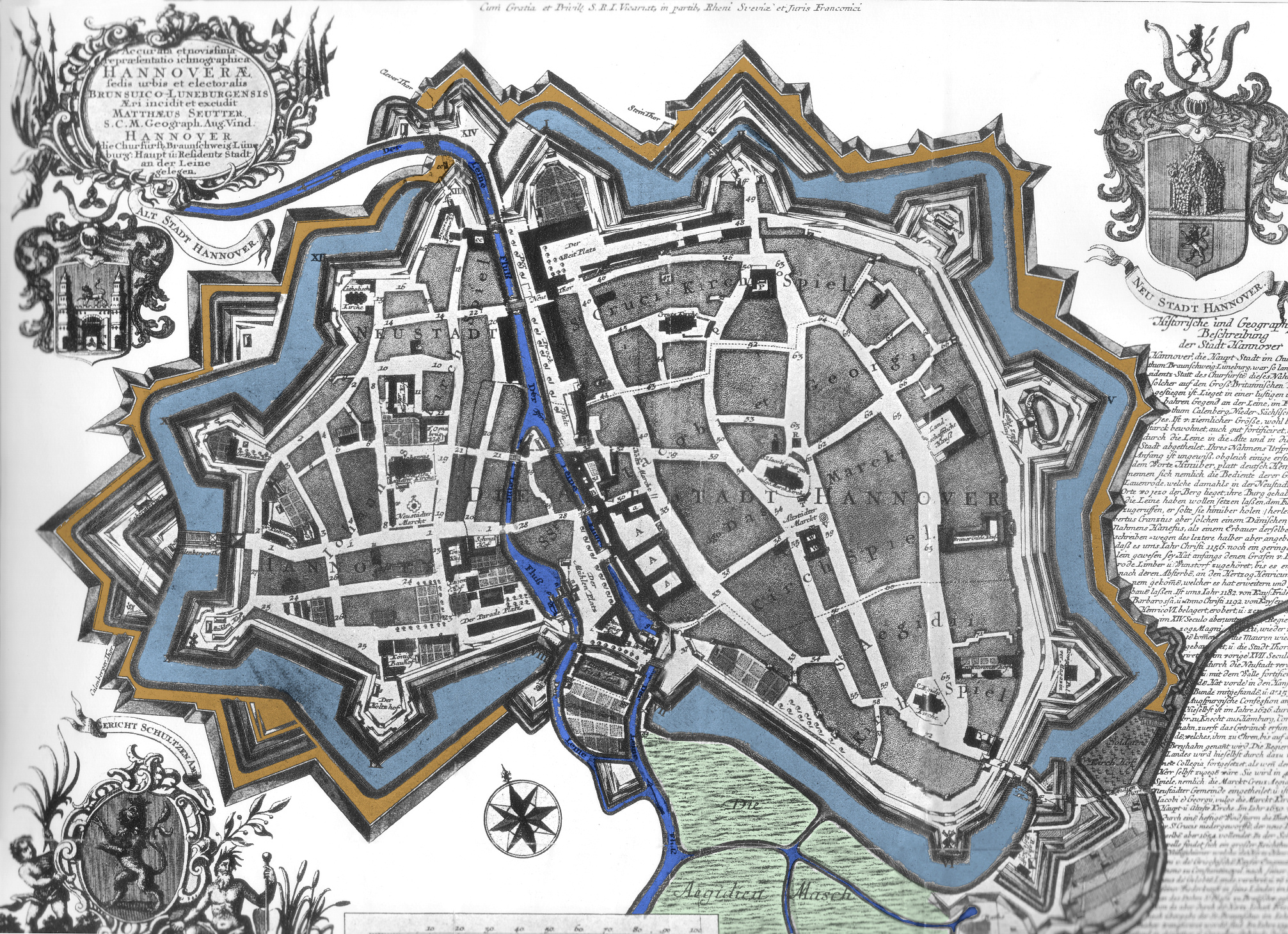
Um 1750: Ausschnitt des Plans von Matthäus Seutter; oben rechts das Wappen der Neustadt mit dem Parnass-Brunnen, Wälle der Stadtbefestigung und Wasser nachträglich koloriert

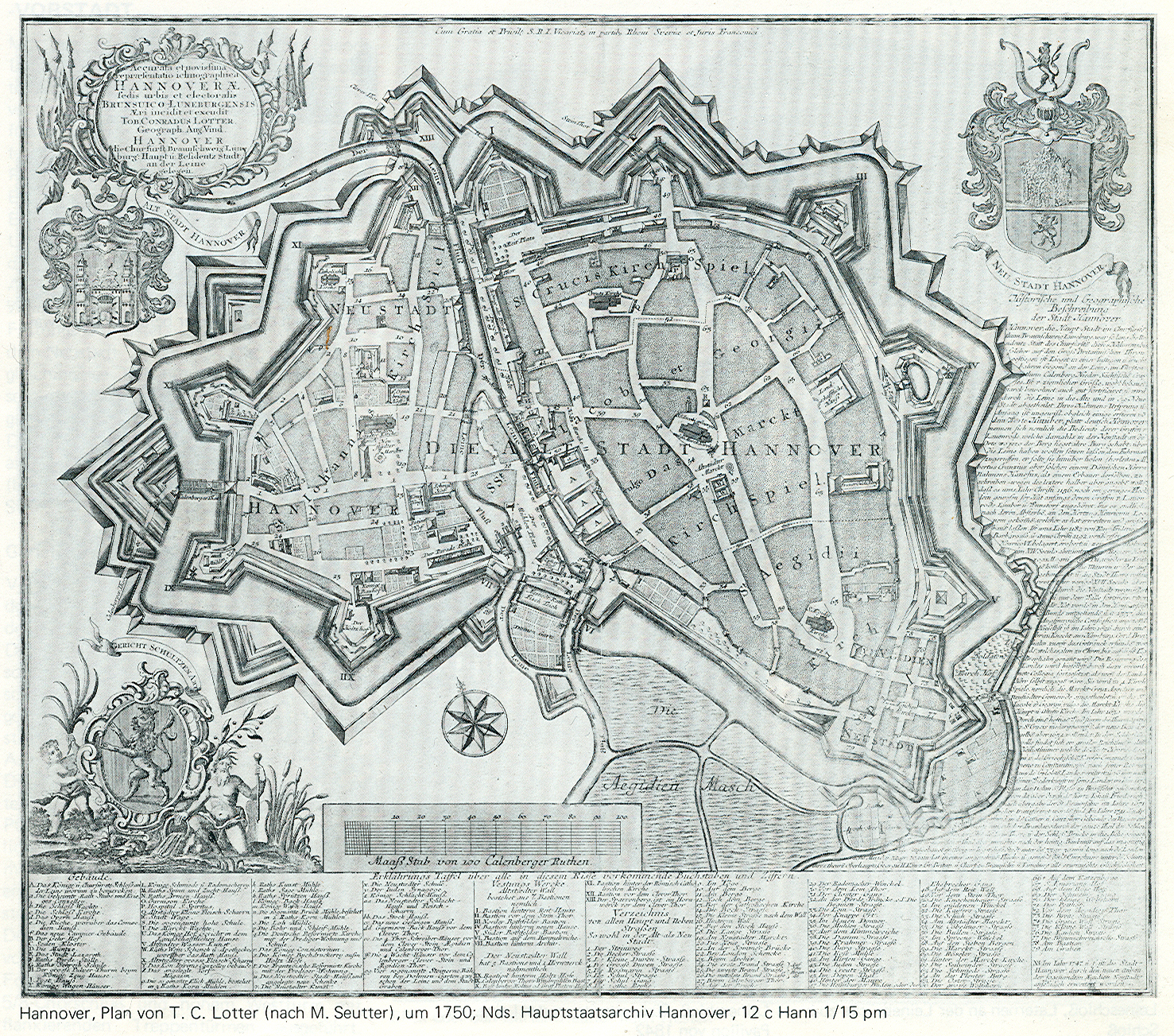
Um 1750: im Südosten die Aegidienneustadt; Plan von Lotter

- Um 1750 datiert ein von Matthias Seutter („Geograph Aug. Vind“) stammender kolorierter Kupferstich: Er trägt links unter den Urheberangaben das Wappen der damaligen Churfürstlich Braunschweigisch Lüneburgischen Haupt- und Residenzstadt und rechts das Wappen der Calenberger Neustadt mit dem Parnass-Brunnen. Darunter eine Historische und Geographische Beschreibung der Stadt Hannover; die auf dem Plan aufdruckten Buchstaben weisen auf eine erläuternde Legende hin.[9]
- 1747 zeichnete der Festungsbaumeister Georg Friedrich Dinglinger einen farbigen Plan, der im Südosten zusätzlich die Aegidienneustadt mit aufführte; dieser Plan hat vermutlich den in den Folgejahren erschienenen Kupferstichen als Vorlage gedient.
- 1748 zeichnete Dinglinger einen genauen Plan der Aegidienneustadt.
- 1749 zeichnete J. J. Mackensen erstmals einen Plan, der die Stadt Hannover und die Calenberger Neustadt ins Verhältnis zum Großen Garten setzte.
- 1750 zeichnete E. E. Braun eine „Carte von der Gegend um die Stadt Hannover“.
- „Um 1750“ erschien ein – wohl von Dinglingers Plan von 1747 abgekupferter – „Plan von T. C. Lotter (nach M. Seutter).“[10]

Aus dem Siebenjährigen Krieg sind zwei Kartenstiche bekannt, die Hannover und Linden zeigen sowie die französischen Lager bei Linden. Außerdem existiert ein zeitgenössischer Plan von Stöcken mit dem französischen Feldlager.

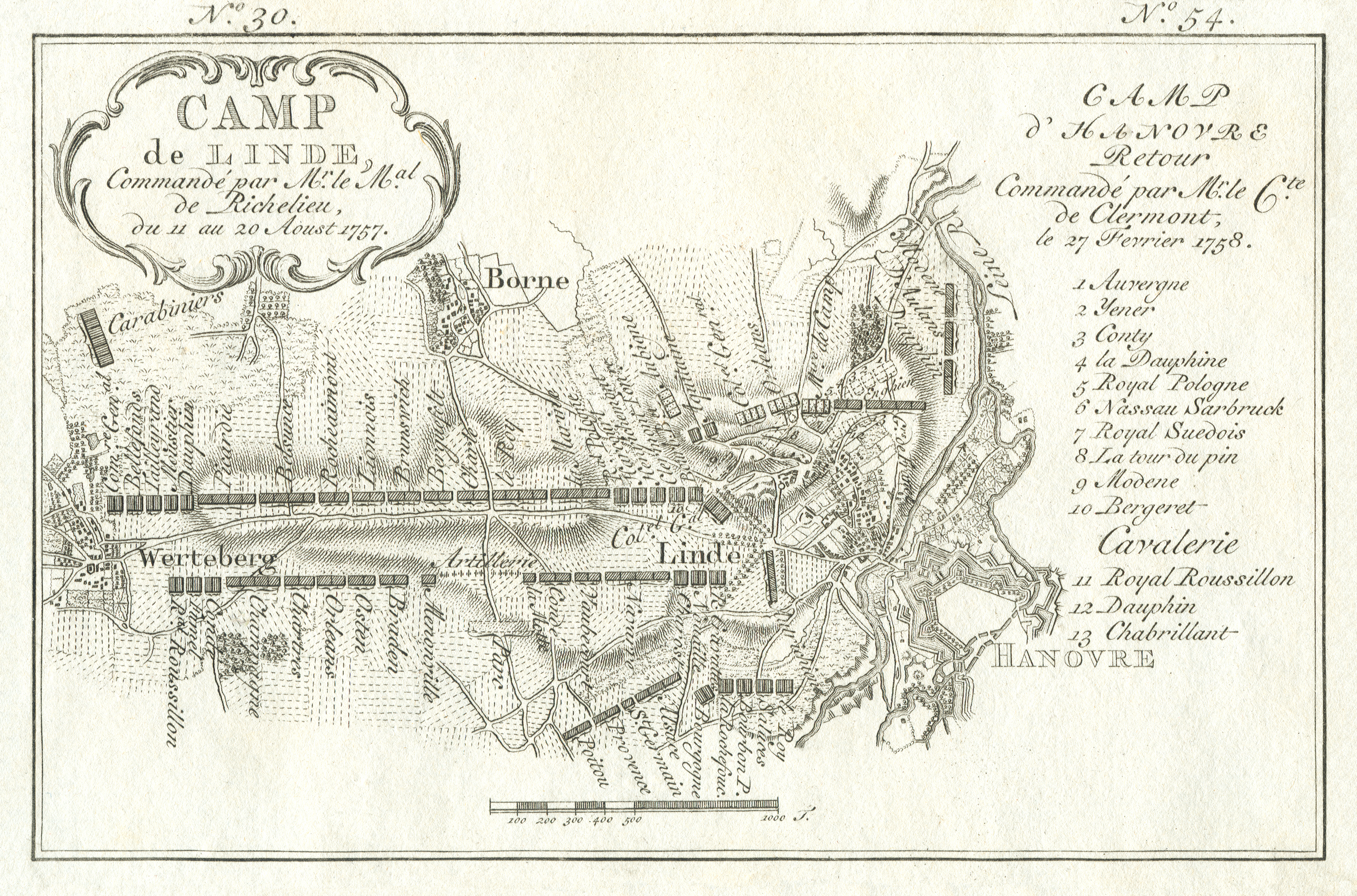
1757 und 1758; (von links): Wettbergen, Bornum (im Norden!), Linden und „Hanovre“

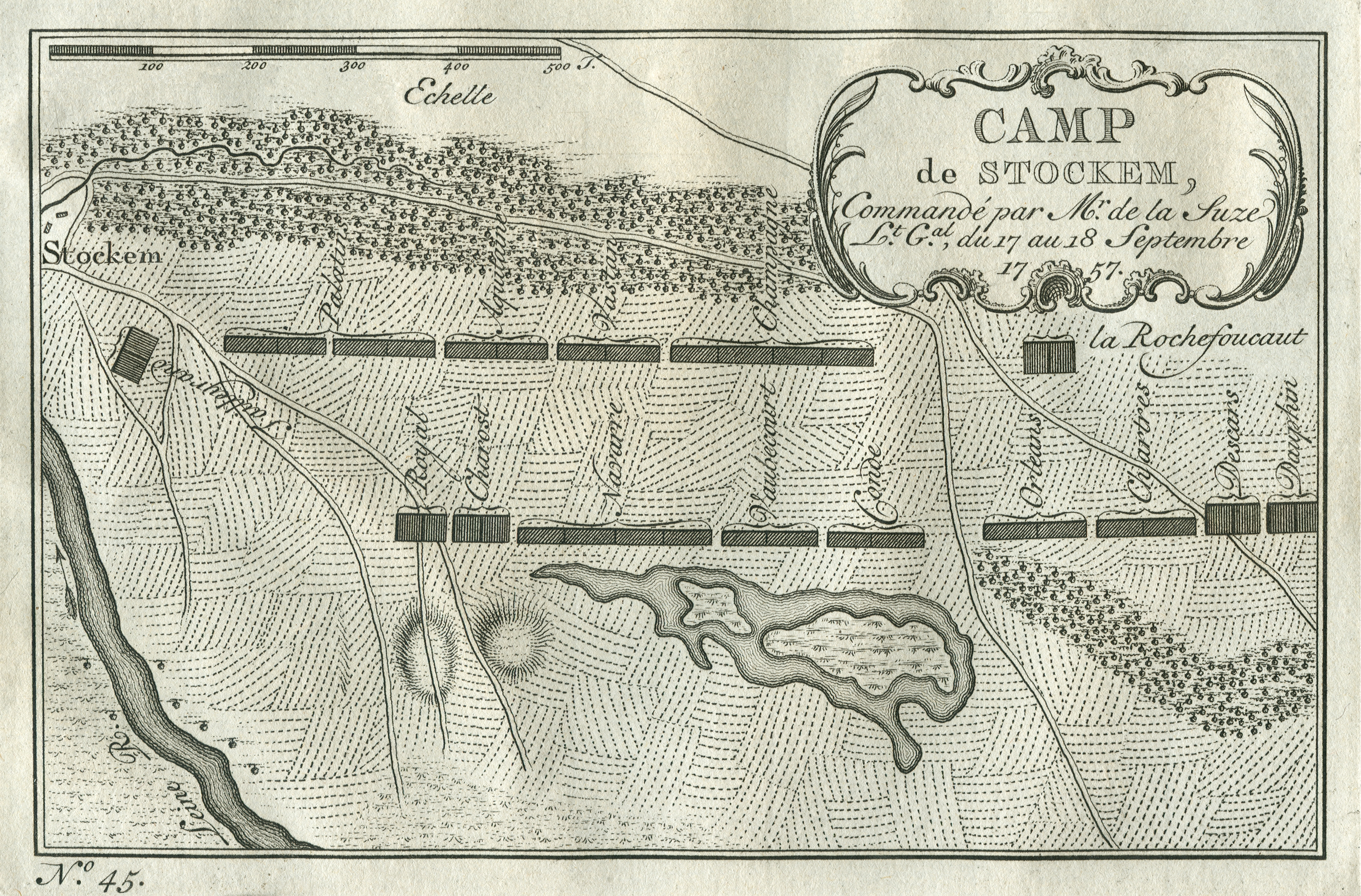
1757: Das französische Feldlager bei Stöcken
(um 180 Grad gedrehte Version)

- Ein Kupferstich von Jacobus van der Schley von 1760 zeigt gleich zweimal die Feldlager der französischen Truppen (und zeigt daher die Nummern „30“ und „54“ oberhalb des Kartenrandes); einerseits die vom 11. bis 20. August 1757, auf dem „Hinweg“ unter „Seiner Eminenz le Maréchal d’Estrées“, andererseits die vom 27. Februar 1758, auf dem „Rückweg“ („Retour“) der französischen Truppen unter „Seiner Durchlaucht le Comte de Richelieu“. Dabei ist das Dorf Bornum („Borne“) im Norden anstatt im Süden eingezeichnet.[9]
- Ebenfalls von „Jakob van der Schley“ und von 1760 stammt der Kupferstich mit dem Feldlager der französischen Truppen bei Stöcken vom 17. auf den 18. September 1757 unter „Seiner Hohheit, Generalleutnant de la Suze“. Dass der Plan um 180 Grad gedreht werden müsste, zeigt der Pfeil neben der Leine, der die Fließrichtung anzeigt.

Die 1767 begonnene Entfestigung („Demolition“ der Festungsanlagen) und die damit verbundene Entstehung der Georgstraße, der Friedrichstraße und anderer Straßen führte zu einer Veränderung des Stadtbildes.
- Auf einem Plan von 1774 ist die Mühle der Calenberger Neustadt nicht mehr abgebildet.[11]

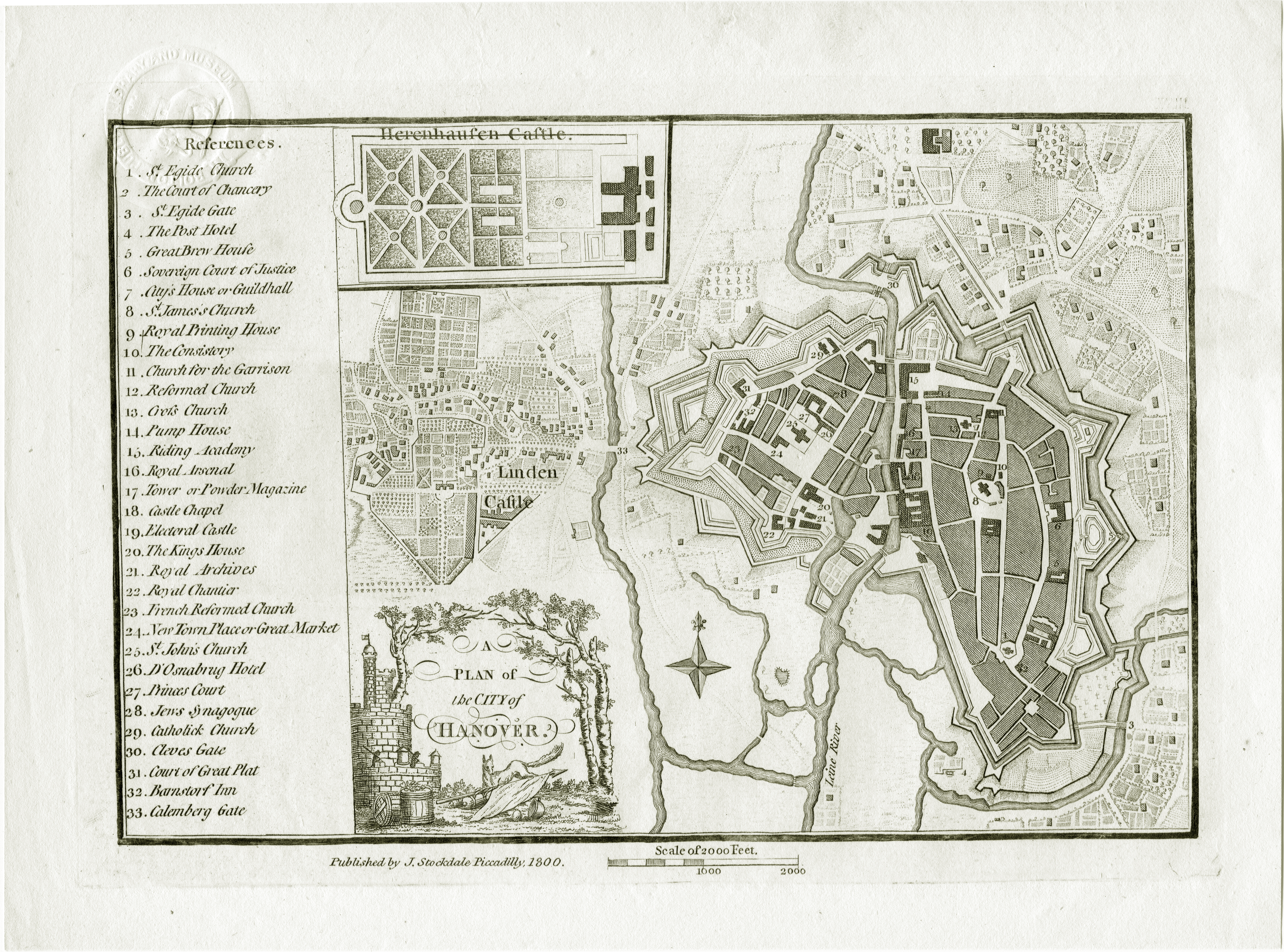
1800, aus London: Hannover, Calenberger Neustadt und Linden; zum Größenvergleich der Große Garten

### 19. Jahrhundert
Für die erste Hälfte des 19. Jahrhunderts werden hervorgehoben:
- der im Jahr 1800 von John Stockdale in London herausgegebene Plan; er veranschaulicht die Größenverhältnisse zwischen Hannover, der Calenberger Neustadt, Linden und dem Großen Garten in Herrenhausen.[9]
- der im Jahr 1800 von Johann Ludewig Hogrewe gezeichnete Plan mit umfangreichen Gartenanlagen vor den Toren der Stadt. Der Neustädter und der Nikolai-Friedhof (grün eingezeichnet) liegen noch außerhalb der Stadtmauern;[7]:27

- ein 1807 von Pentz und Bennefeld entstandener Kupferstich mit der Stadt und ihrer Umgebung, der während der französischen Besatzung (1803–1813[12]) erschien
- der um 1815 zu datierende Stich[13] „Hannover“ mit der Alt- und der Neustadt sowie der näheren Umgebung

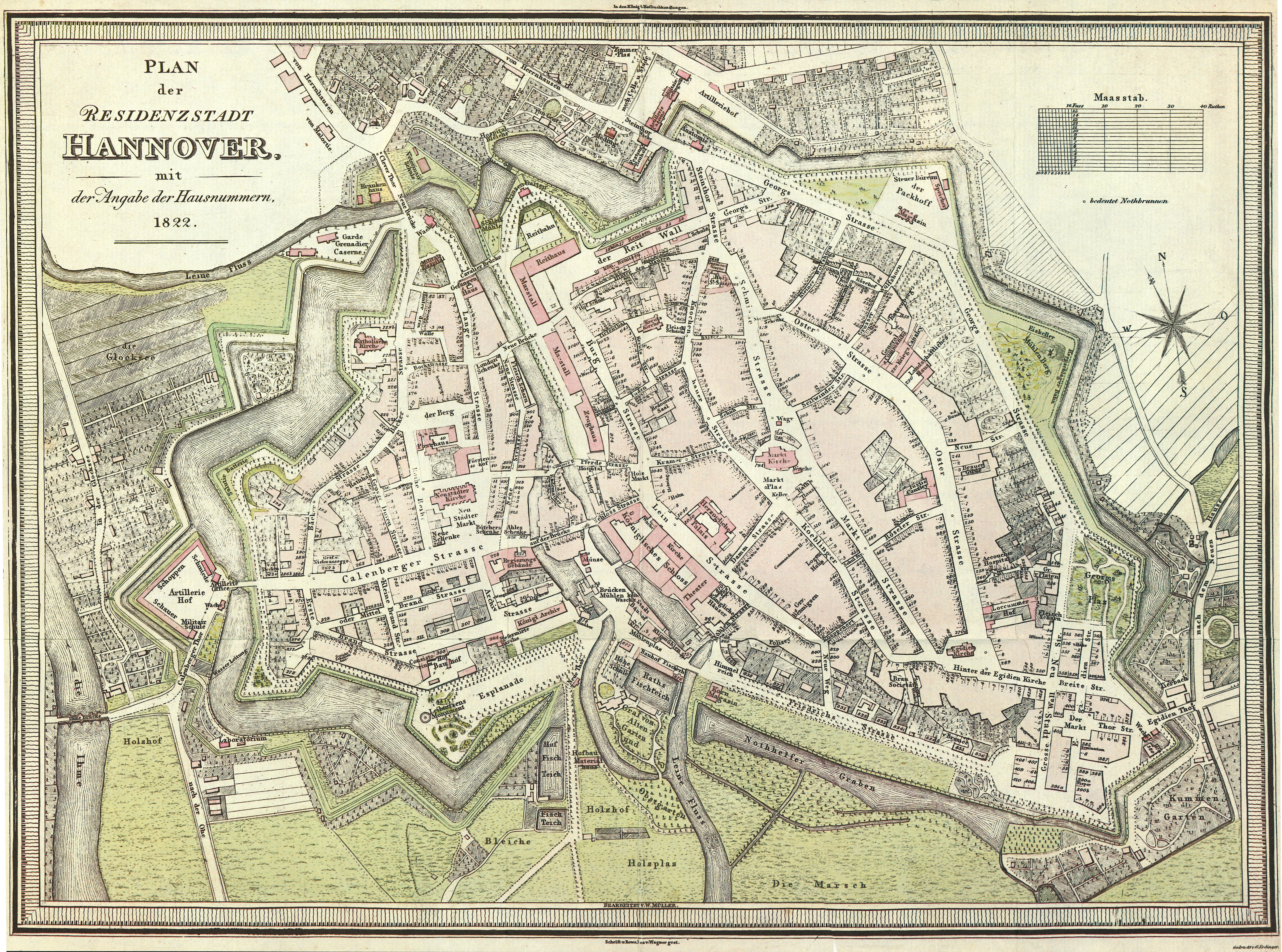
1822: kolorierter Plan mit Angabe der damaligen Hausnummern

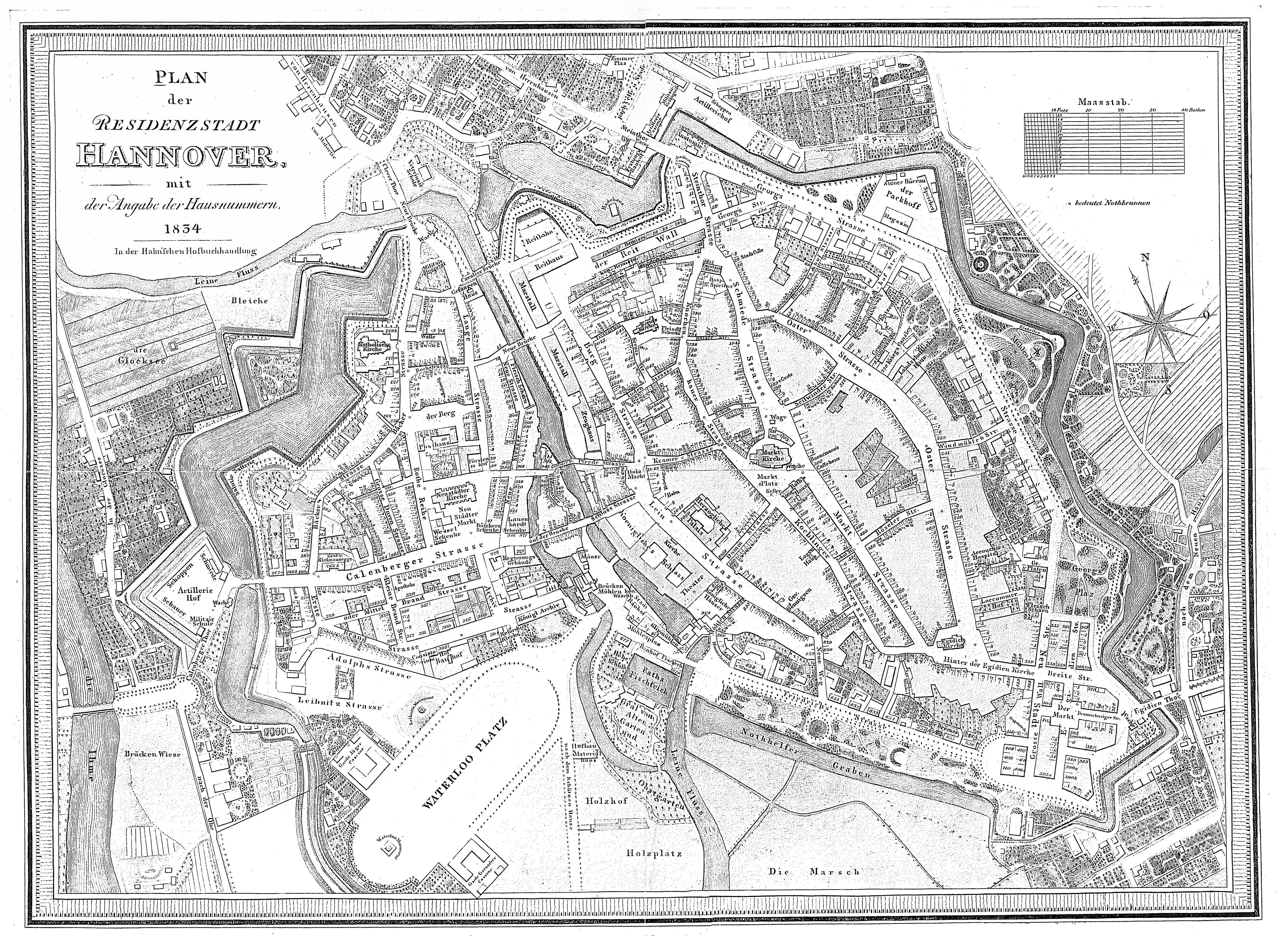
Stadtplan von 1835

- 1822 der Plan der Residenzstadt Hannover mit Angabe der Hausnummern 1822 von Wilhelm Müller. Der Plan aus dem 1926 erschienenen Heimatatlas von A. Asche wurde ebenfalls von der Hahnschen Buchhandlung zur Veröffentlichung freigegeben und ist online verfügbar (siehe Abschnitt „Weblinks“).[5]
- der nach 1824, nach der Vereinigung von Hannover und Calenberger Neustadt,[14] zwischen 1826 und 1831 aufgenommene Plan von August Papen (1799–1858) dokumentierte das Verhältnis zwischen Stadt und Umland besonders deutlich
- 1845 erschien ein „Plan der Vorstädte von Hannover mit den Straßennamen und den neuen Reihennummern [...] unter Autorisation des Magistrats beider Vorstädte herausgegeben“.[15]
- Der 1846 von A. C. F. Sohnrey vorgelegte Plan schloss bereits den neuen Stadtteil Ernst-August-Stadt mit ein. Sohnrey war ausweislich des Planes „Zeichner bei der Königlichen Eisenbahn Direction“, den Plan mit einer Abbildung des alten Hauptbahnhofes von Hannover und einer Huldigung an König Ernst August. Lithographie und Druck erfolgte durch die F. Wunder’schen Steindruckerei, der erste Betrieb von Hannovers erstem Fotografen, Friedrich Karl Wunder.[16]

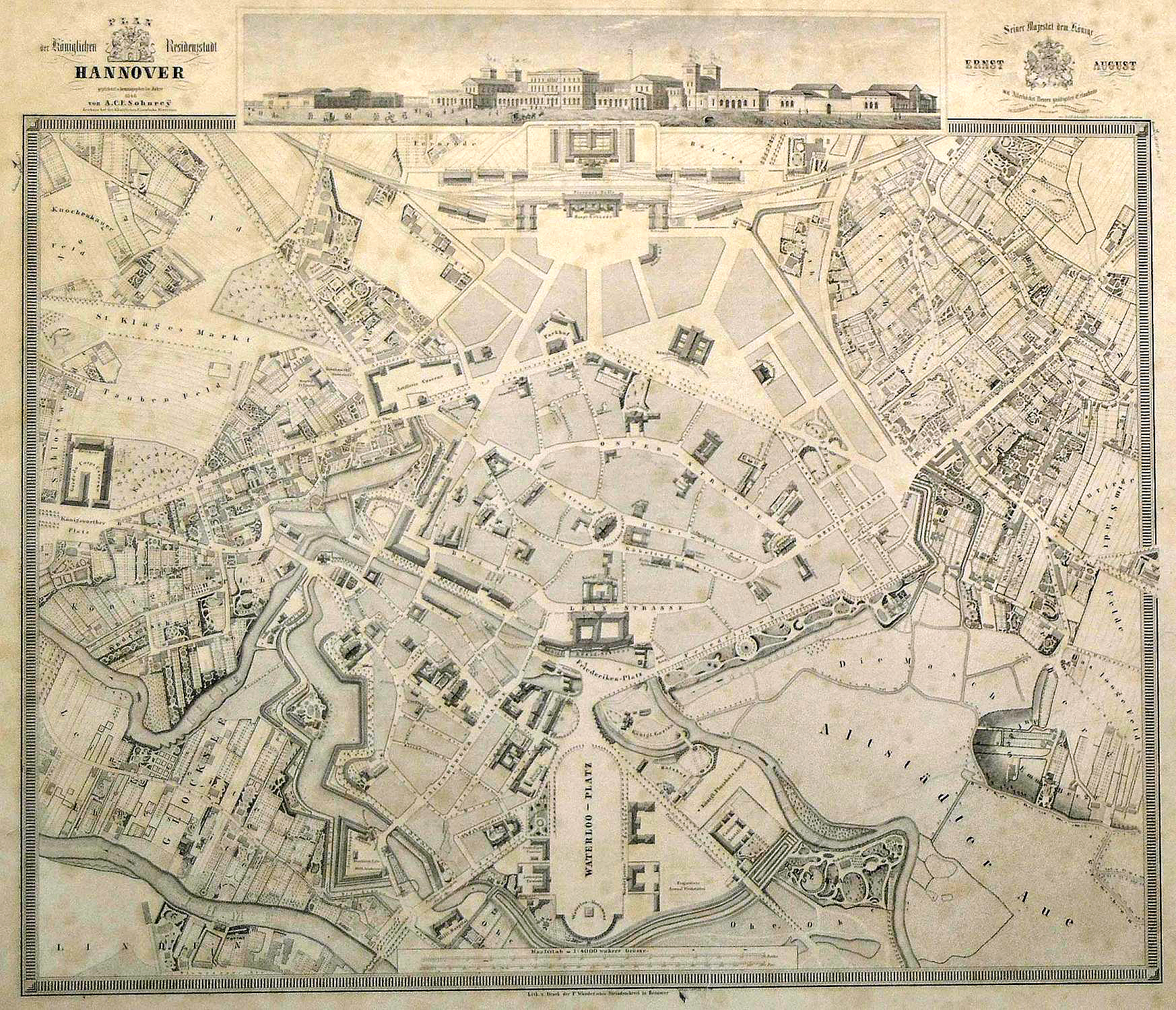
Plan der Stadt Hannover von 1846 von Friedrich Sohnrey; Lithographie und Druck in der „[...] F. Wunder`schen Steindruckerei in Hannover“

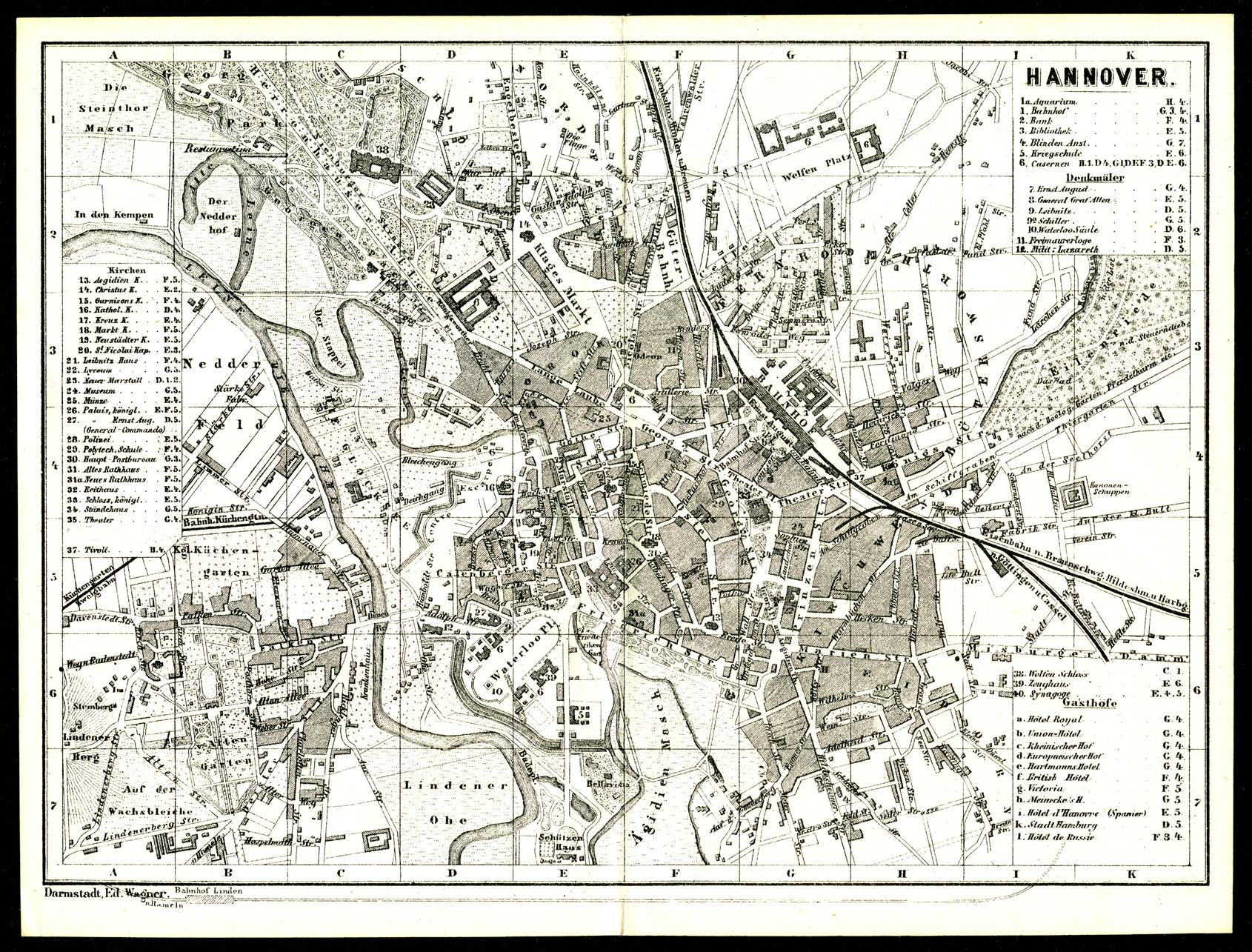
Um 1873: Letzte Reste des Stadtgraben werden zugeschüttet, Humboldt- und Goethestraße entstehen. In der späteren Oststadt sind erste Straßen angelegt.

- 1860 wurde das erste städtische Vermessungsbüro eingerichtet unter dem Major Arnold Heinrich Deichmann (1800–1870[17]). Dessen Vermessungsarbeiten erfassten das gesamte Weichbild (ausgenommen jedoch die Alt- und Neustadt sowie die Ernst-August-Stadt) und führten zu Ortschaftskarten im Maßstab 1:1.250.

- 1887/88 entstand – ebenfalls im Maßstab 1: 1.250 – der 36 Blätter umfassende Plan der Königlichen Residenzstadt Hannover. Auf der Grundlage dieses Planes wurden in den folgenden 10 Jahren Verkleinerungen in den Maßstäben 1:2.500 und 1:5.000 hergestellt.
- 1888 erschien in der Vierten Auflage von Meyers Konversations-Lexikon ein Stadtplan von Hannover, auf dem die Straßennamen noch am Rande alphabetisch gelistet werden konnten.[9]
- 1895 zeigte der Stadtplan in der Fünften Auflage von „Meyers“ bereits eine erheblich intensivere Bebauung.[9]
- Um 1895 erschien in der 14ten Auflage der Brockhaus Enzyklopädie ein Stadtplan, der im Vergleich mit Meyers deutlich mehr Straßennamen benannte.[9]

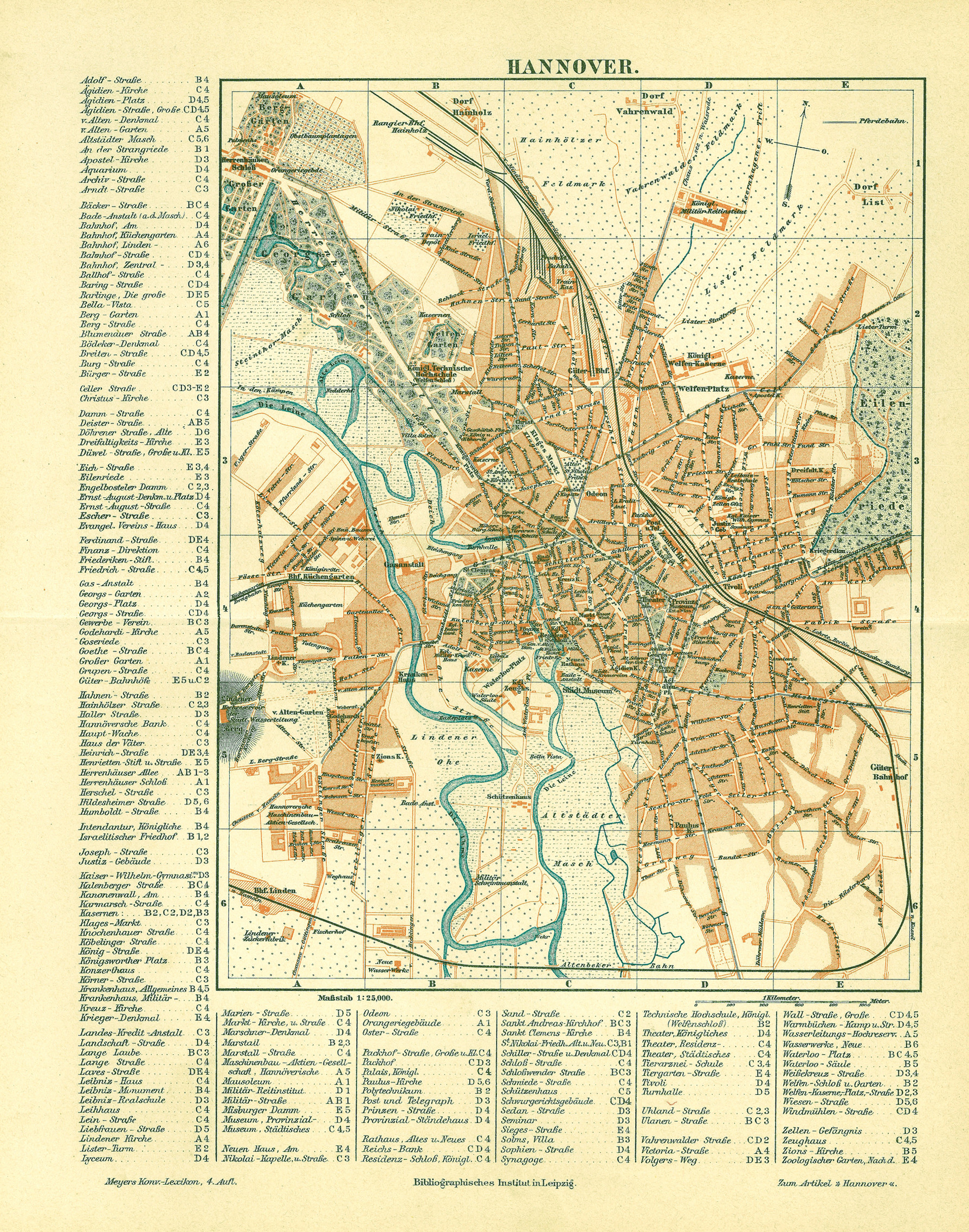
1888: Stadtplan aus Meyers Konversations-Lexikon
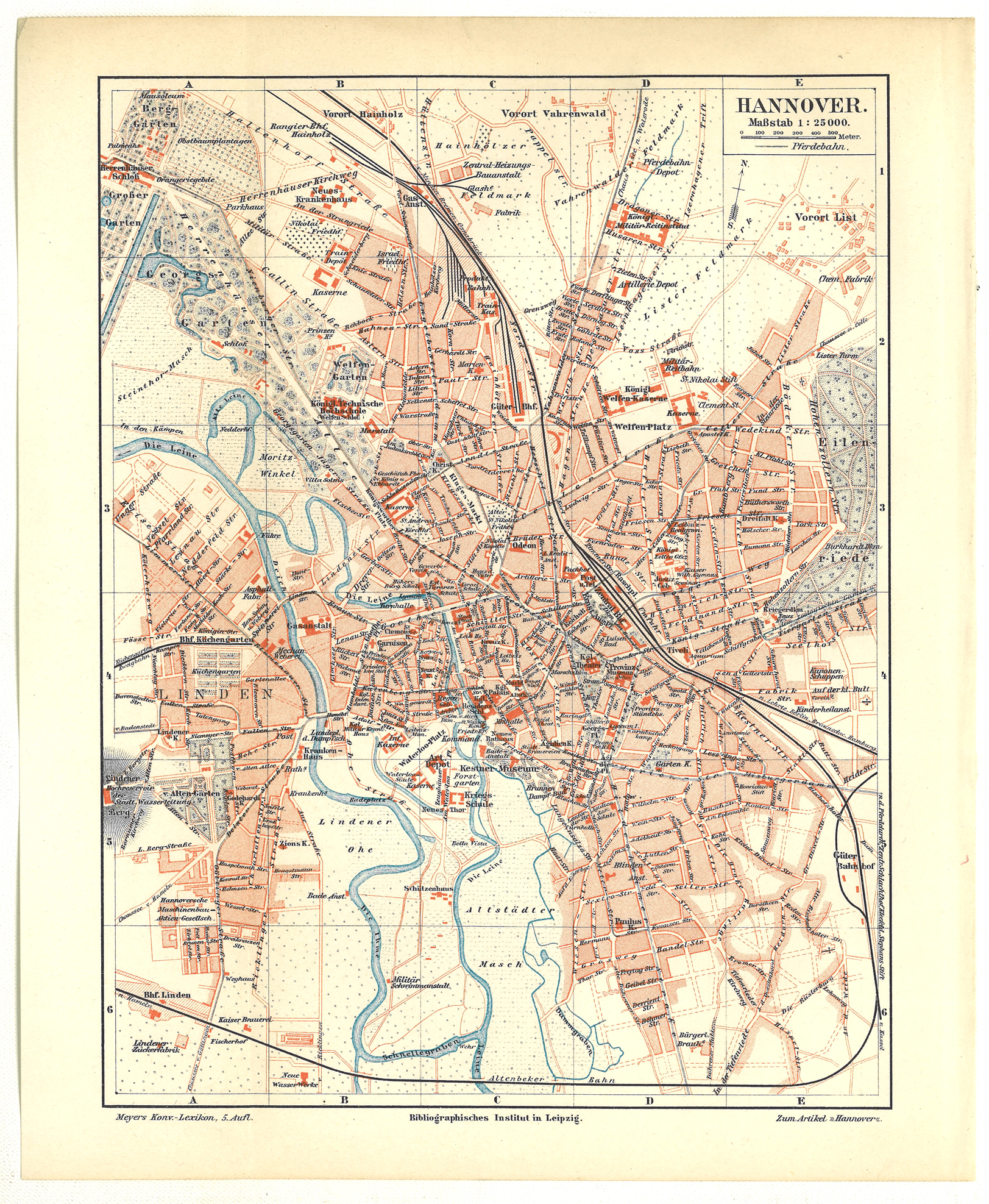
1895 zeigt der Stadtplan von Meyers schon einen dichteren Stadtausbau
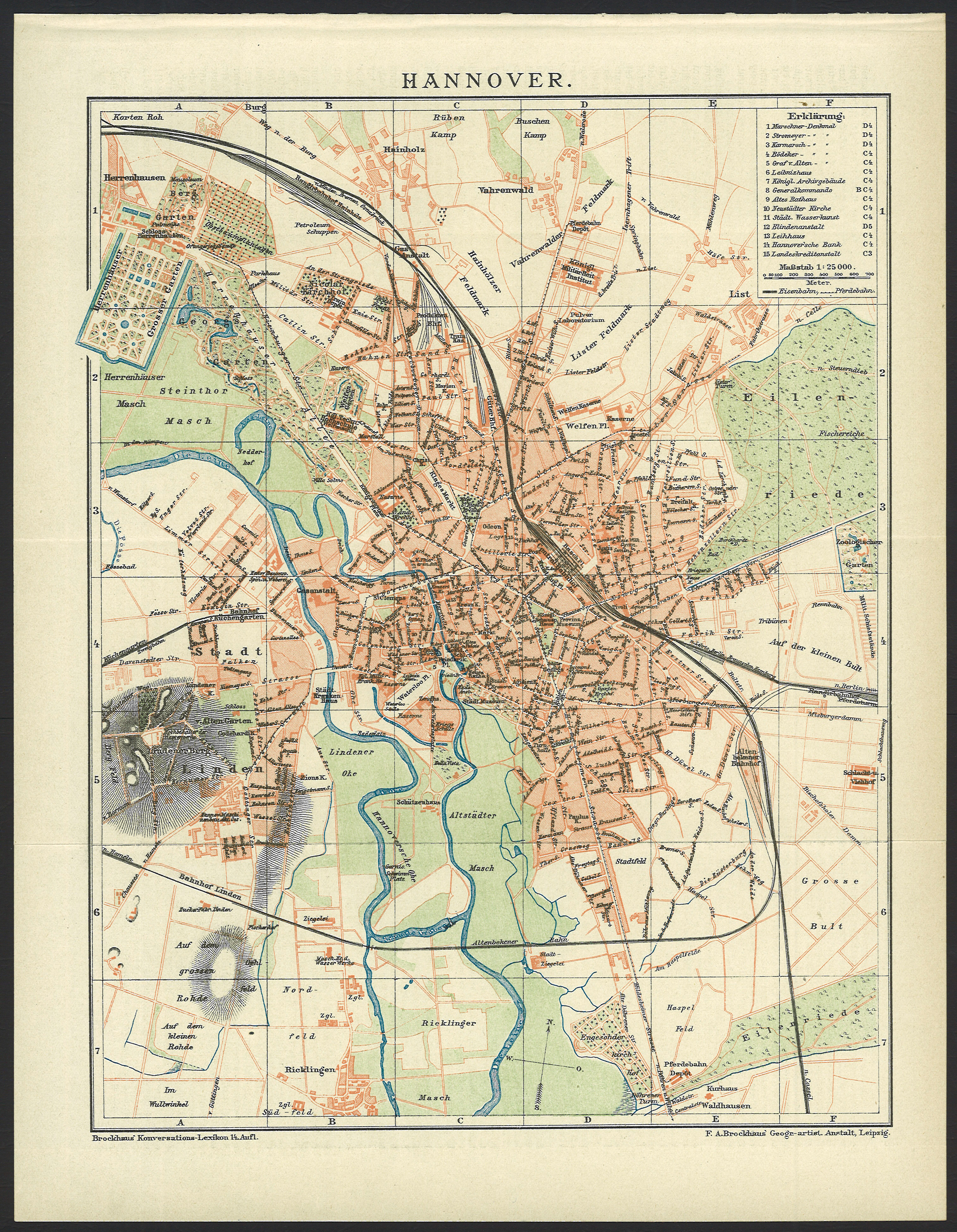
Um 1895 bietet Brockhaus vergleichsweise mehr Straßennamen

### 20. Jahrhundert
- 1907 vergrößerte sich die Stadt Hannover durch umfangreiche Eingemeindungen. Diese umfasste[18] Bothfeld, Groß-Buchholz, Klein-Buchholz, Döhren, Kirchrode, Gutsbezirk Mecklenheide, Stöcken und Wülfel. Nach Neuvermessungen und den Eingemeindungen von 1907 entstanden Kartenwerke in den Maßstäben 1:1.000, 1:2500, 1:5.000, 1:10.000 und so weiter bis 1:25.000.
- 1924 wurde eine Deutsche Grundkarte 1:5.000 für das gesamte Gebiet des Kaiserreichs empfohlen. So wurde nach einer Vereinbarung von 1926 diese Grundkarte auch für Hannover realisiert: Dabei sind bis zum Jahr 1953 insgesamt 17 Blätter für das innere Stadtgebiet sowie für einige Stadtrandgebiete erstellt worden.
- Ebenfalls 1926 erschien im Heimatatlas von A. Asche ein einfacherer, später von der Hahnschen Buchhandlung zur Veröffentlichung freigegebener Plan, der online verfügbar ist (siehe Abschnitt „Weblinks“).[5]

- Im Zeitraum von 1918 bis 1939 entstand für das Gebiet der Stadt Hannover ein Stadtplan mit insgesamt mehr als 400 „mit außerordentlicher Sorgfalt und Genauigkeit“ erstellten Kartenausschnitten im Maßstab 1:1000. Diese Ausschnitte im Format von 100 × 60 cm² waren ursprünglich auf Zeichenplatten, teilweise mit einer Aluminiumzwischenschicht, gezeichnet worden und wurden anschließend koloriert. Die Originale wurden  im Zweiten Weltkrieg während der Luftangriffe auf Hannover vernichtet. Lediglich die auf transparentes Ölpapier übertragenen Arbeitskopien im Format von 100 × 60 cm² blieben erhalten und stehen heute digital auf der Seite hannover.de zur nahezu unbeschränkten Weiternutzung zur Verfügung.[4] (siehe unten im Abschnitt Weblinks).

- 1947 erschien „mit Genehmigung der Militärregierung“ zur Exportmesse 1947 Hannover ein Plan in deutscher und englischer 'Sprache, der noch die alten Straßenzüge aus der Zeit vor den Luftangriffen im Zweiten Weltkrieg zeigt[19], insbesondere in der Altstadt und der Calenberger Neustadt: Fast die gesamte Innenstadt ist jedoch rot markiert als teil- oder totalzerstört. Der Umschlag für den Plan enthält daher eine Liste der „Sonderunterkünfte für Messebesucher in Schulen und Industriefirmen, ...im Plan verzeichnet!“ und den Hinweis auf den „Umtausch von Lebensmittelkarten ...in der Leibnizschule, Alte Celler Heerstraße.“ Als Sonderunterkünfte sind sechs Firmen verzeichnet: Fritz Ahrberg, Hanomag, Sprengel & Co., Günther Wagner, H. Bahlsens Keksfabrik und die „Städt. Lagerbierbrauerei“.
- 1956: „Im Stadtplan (ist) erstmalig der Name des im Entstehen begriffenen Stadtteils Vahrenheide eingetragen.“[20]

Ab 1964 sind nach Neuordnung die folgenden Kartenwerke/Karten entstanden, die das gesamte Gebiet der Stadt lückenlos abdecken:
- Stadtkarte 1: 1.000 als Grund- und Hauptkartenwerk (mit 932 Blättern)
- Deutsche Grundkarte 1: 5.000 (mit 63 Blättern)
- Stadtkarte 1: 10.000 (mit 9 Blättern)
- Stadtkarte 1: 15.000
- Umgebungskarte 1: 50.000 (1995 letztmals erschienen)

- 1969 wurde die Stadtkarte 1: 15.000 durch die Stadtkarte 1:20.000 ersetzt.
- 1989 wurde die Bearbeitung der Deutschen Grundkarte an das Katasteramt Hannover abgegeben.

### 21. Jahrhundert
- Im Jahr 2000 entstand die Umgebungskarte 1: 100.000
- Im selben Jahr wurden digitale Kartenwerke eingeführt.
- Erstmals am 1. Januar 2017 stellte die Landeshauptstadt Hannover im Rahmen ihrer Open GeoData genannten Initiative eigene Geodaten – darunter aktuelle Stadtpläne – öffentlich und nahezu unbeschränkt zur Verfügung. „Unter Namensnennung der Quelle“,[4] hier mit der Vorgabe „Datenquelle: CC-BY-4.0 – Bereich Geoinformation – LH Hannover“[21] können die auf der Seite hannover.de zu findenden digitalen Daten nahe unbeschränkt weiterverwendet und weiterverarbeitet werden.[4]

## Archivalien
An Archivalien finden sich beispielsweise
- das Original des Stadtplans von 1822 im Stadtarchiv Hannover.[22]